# 싱구강

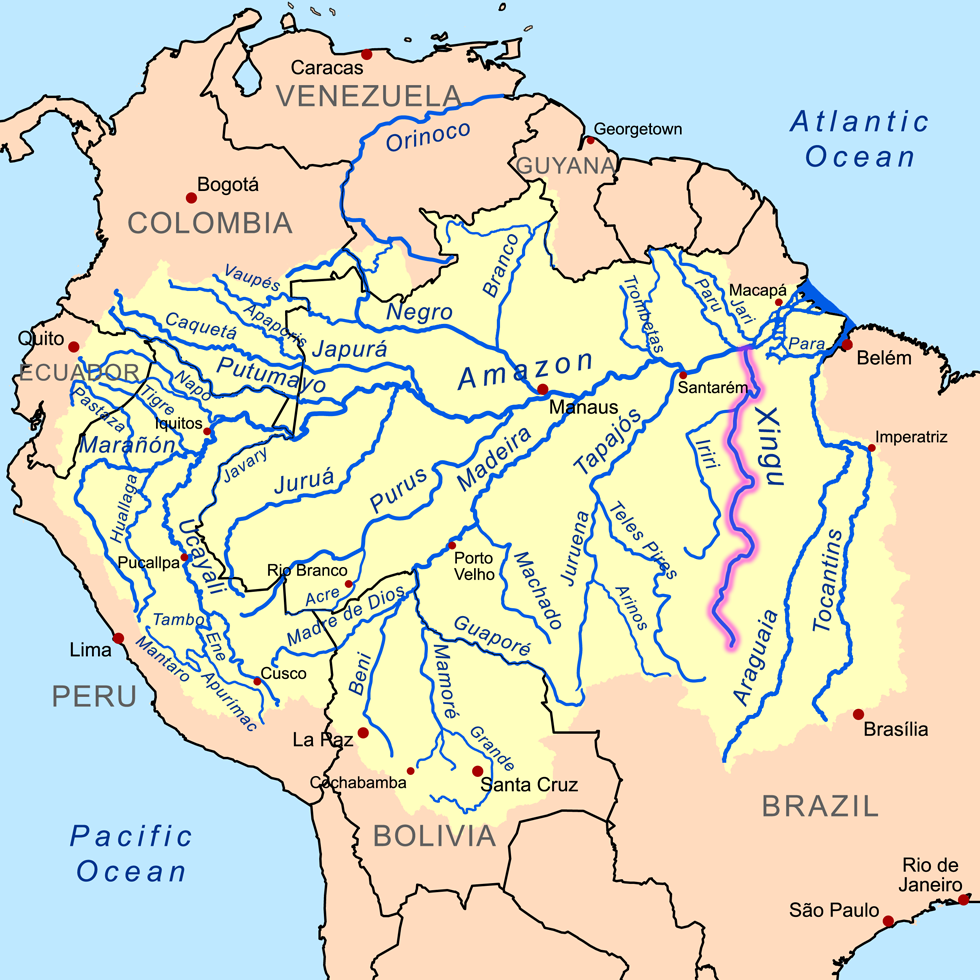

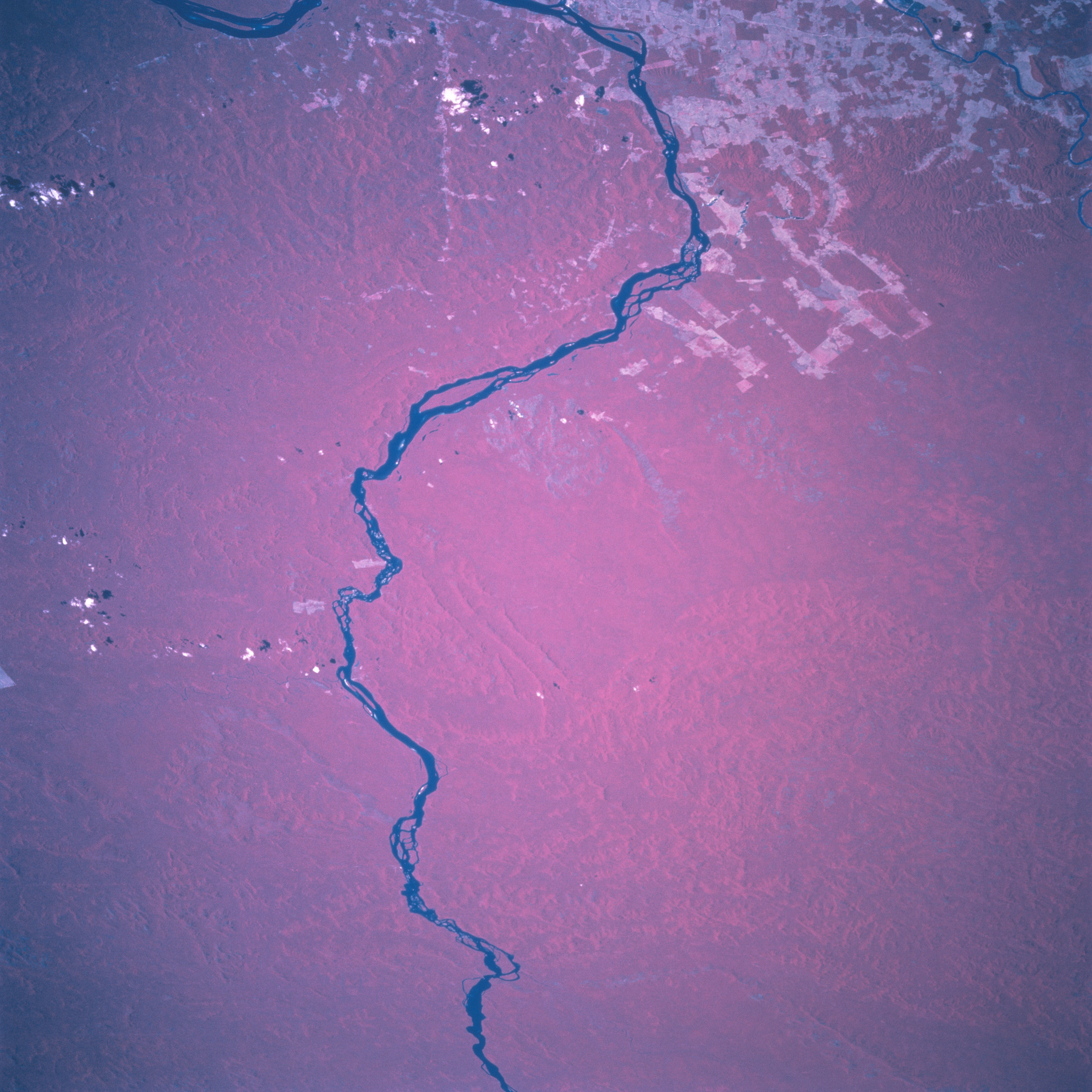
우주에서 본 싱구강.

싱구강(포르투갈어: Rio Xingu)은 브라질 북부의 강이다. 길이는 약 1,640km, 아마존강의 남동쪽 지류이다.

## 기술 및 이력
브라질 최초의 인디언 공원은 1960년대 초 브라질 정부에 의해 이 강 유역에 조성되었다. 이 공원은 브라질 정부에 의해 최초로 인정 받은 토착 영토이며 설치 당시 세계에서 가장 큰 토착 보호 구역이었다. 현재 14개 부족이 이 싱구 원주민 공원 내에 살고 있으며 천연 자원으로 삶을 영위하고 식량과 식수에 필요한 대부분의 자원을 강에서 추출한다.
2016년 당시 기준 세계에서 5번째로 큰 규모의 수력 발전 댐인 벨루몬치 댐(Belo Monte Dam)이 싱구강 하류 부위에 완공되었다. 이 댐의 건설은 강의 유량을 크게 줄이고 흐름을 바꿀 것으로 보이며, 환경 보호 단체나 원주민 권리 단체의 법적 도전을 받아왔다.
싱구강 상류 유역에서는 콜럼버스 이전 시대의 고도로 조직화된 인간 활동의 흔적이 발견되며, 비옥한 농토인 테라프레타(Terra preta) 즉 흑색토와 함께, 도로망 및 각각 250제곱킬로미터 규모에 달하는 정치체(政治體)들의 흔적이 발견된다.

## 같이 보기
- 퍼시 포싯
- 싱구족